# 1982-es Eurovíziós Dalfesztivál
Az 1982-es Eurovíziós Dalfesztivál volt a huszonhetedik Eurovíziós Dalfesztivál, melynek a nagy-britanniai Harrogate adott otthont. A helyszín a Harrogate-i International Centre volt.

## A résztvevők
Nem vett részt ebben az évben Franciaország, mert a francia TF1 tévé elégedetlen volt a versennyel. A következő évben visszatértek, de akkor már egy másik műsorsugárzóval. Két héttel a verseny előtt visszalépett Görögország is, a görög induló Themis Adamantidis Sarantapente Kopelies című dala lett volna, és a fellépési sorrendben eredetileg a második helyre sorsolták. Így összesen tizennyolc dal versenyzett.
Másodszor vett részt a versenyen az 1980-as Eurovíziós Dalfesztiválon görög színeket képviselő Anna Vissi, aki ezúttal Ciprus versenyzője volt. 24 évvel később, 2006-ban őt érte az a megtiszteltetés, hogy hazai pályán képviselhesse Görögországot. Ez egyébként a leghosszabb idő, ami egy énekes két szereplése között eltelt.
Ugyancsak másodszor vett részt a norvég Jahn Teigen, aki 1978-ban az első énekes lett, aki 0 ponttal zárt a hagyományos pontozási rendszerben. A norvég duó másik fele, Anita Skorgan 1977 és 1979 után harmadszor vett részt. Harmadszor vett részt a belga Stella is: 1970-ben Hollandiát, 1977-ben Belgiumot képviselte. Dala francia nyelvű volt, annak ellenére, hogy nem beszélte a nyelvet.

## A verseny
A verseny megnyitója egy, a helyszínül szolgáló Harrogate városát bemutató rövidfilm volt. A dalok utáni szünetben pedig Yorkshire-t és a Howard-kastélyt bemutató képeket vetítettek a közönségnek.
A verseny Magyarországon május 15-én került adásba az MTV 1-en. Ezt követően 1986-ig nem volt közvetítve az Eurovíziós Dalfesztivál az MTV csatornáin.

## A szavazás
A szavazási rendszer megegyezett az 1980-as versenyen bevezetettel. Minden ország a kedvenc 10 dalára szavazott, melyek 1-8, 10 és 12 pontot kaptak. A szóvivők növekvő sorrendben hirdették ki a pontokat.
Németország első, és egészen 2010-ig egyetlen győzelmét aratta, azután hogy az előző két évben a második helyen végeztek.
A dal 161 ponton zárt, mely a maximálisan megszerezhető 204 pontnak a 78,92%-a. Ezzel az 1976-os győztes után ez a dalverseny történetének második legsikeresebb dala.
A rendkívül fölényes győzelem több rekordot is eredményezett. Az Ein bißchen Frieden ("Egy kis béke") című dal rekord mennyiségű kilenc zsűritől kapta meg a maximális 12 pontot. Ezt a rekordot később az 1997-es és a 2005-ös győztes döntötte meg, melyek tízet kaptak, majd a 2009-es győztes, amely tizenhatot kapott és a 2012-es győztes, aki tizennyolcat kapott.
Az első és második helyezett közötti 61 pontos különbség pedig a dalverseny döntőinek történetében a negyedik legnagyobb különbségű győzelem. (1997-ben 70 pontos volt a különbség, 2012-ben 113, 2009-ben pedig 169.)
Ennek ellenére mégsem a győztes, hanem a negyedik helyen végzett belga dal csatlakozott azon dalokhoz, melyek mindegyik zsűritől kaptak pontot. A német dalnak egyedül a luxemburgi zsűri nem adott pontot. Mikor Ausztria zsűrije mindössze 1 pontot adott Németországnak, a közönség nevetésben tört ki.
Finnország 1963 és 1965 után a verseny történetében harmadszor (és mindmáig utoljára) zárta pont nélkül a versenyt.
A hagyományoknak megfelelően a verseny végén újra előadták a győztes dalt. A mindössze 18 éves Nicole ekkor német-, angol-, francia- és holland nyelven énekelte el a dalt, amelyet a közönség óriási ovációval fogadott. A dal angol nyelvű változata (Little Peace) az Egyesült Királyság slágerlistájának első helyéig jutott; ez az utolsó Eurovíziós-nyertes, melynek ez sikerült.

## Térkép

Részt vevő országok
Országok, melyek korábban részt vettek, de ebben az évben nem

## Eredmények
| #  | Ország             | Nyelv       | Előadó                       | Dal                      | Magyar fordítás          | Helyezés | Pontszám |
| -- | ------------------ | ----------- | ---------------------------- | ------------------------ | ------------------------ | -------- | -------- |
| 01 | Portugália         | portugál    | Doce                         | Bem bom                  | Oly jó                   | 13.      | 32       |
| 02 | Luxemburg          | francia     | Svetlana                     | Cours après le temps     | Rohanás az idő után      | 6.       | 78       |
| 03 | Norvégia           | norvég      | Jahn Teigen és Anita Skorgan | Adieu                    | Isten veled              | 12.      | 40       |
| 04 | Egyesült Királyság | angol       | Bardo                        | One Step Further         | Egy lépéssel előrébb     | 7.       | 76       |
| 05 | Törökország        | török       | Neco                         | Hani?                    | Hol?                     | 15.      | 20       |
| 06 | Finnország         | finn        | Kojo                         | Nuku pommiin             | Késő ébredés             | 18.      | 0        |
| 07 | Svájc              | francia     | Arlette Zola                 | Amour on t’aime          | Szeretünk, szerelem      | 3.       | 97       |
| 08 | Ciprus             | görög       | Ána Víszi                    | Móno i agápi             | Csak a szerelem          | 5.       | 85       |
| 09 | Svédország         | svéd        | Chips                        | Dag efter dag            | Nap nap után             | 8.       | 67       |
| 10 | Ausztria           | német       | Mess                         | Sonntag                  | Vasárnap                 | 9.       | 57       |
| 11 | Belgium            | francia     | Stella                       | Si tu aimes ma musique   | Ha tetszik neked a zeném | 4.       | 96       |
| 12 | Spanyolország      | spanyol     | Lucía                        | Él                       | Ő                        | 10.      | 52       |
| 13 | Dánia              | dán         | Brixx                        | Video, video             | Videó, videó             | 17.      | 5        |
| 14 | Jugoszlávia        | szerbhorvát | Aska                         | Halo, Halo               | Halló, halló             | 14.      | 21       |
| 15 | Izrael             | héber       | Avi Toledano                 | Hora                     | Kóló                     | 2.       | 100      |
| 16 | Hollandia          | holland     | Bill van Dijk                | Jij en ik                | Te és én                 | 16.      | 8        |
| 17 | Írország           | angol       | The Duskeys                  | Here Today Gone Tomorrow | Ma itt, holnap máshol    | 11.      | 49       |
| 18 | Németország        | német       | Nicole                       | Ein bißchen Frieden      | Egy kis béke             | 1.       | 161      |

## Ponttáblázat
|                    | Zsűrik     | Zsűrik    | Zsűrik   | Zsűrik             | Zsűrik      | Zsűrik     | Zsűrik | Zsűrik              | Zsűrik     | Zsűrik   | Zsűrik  | Zsűrik        | Zsűrik | Zsűrik      | Zsűrik | Zsűrik    | Zsűrik   | Zsűrik      | Zsűrik |
| Össz               | Portugália | Luxemburg | Norvégia | Egyesült Királyság | Törökország | Finnország | Svájc  | Ciprusi Köztársaság | Svédország | Ausztria | Belgium | Spanyolország | Dánia  | Jugoszlávia | Izrael | Hollandia | Írország | Németország |        |
| ------------------ | ---------- | --------- | -------- | ------------------ | ----------- | ---------- | ------ | ------------------- | ---------- | -------- | ------- | ------------- | ------ | ----------- | ------ | --------- | -------- | ----------- | ------ |
| Portugália         | 32         |           | 7        |                    | 4           | 5          | 2      | 1                   |            | 6        |         |               |        |             |        | 1         | 4        | 2           |        |
| Luxemburg          | 78         | 6         |          | 7                  | 6           | 3          | 7      |                     |            |          | 2       | 8             | 5      | 4           |        | 5         | 7        | 10          | 8      |
| Norvégia           | 40         |           | 6        |                    |             |            |        |                     | 4          | 4        | 6       | 2             | 2      |             |        |           |          | 6           | 10     |
| Egyesült Királyság | 76         | 4         | 12       | 6                  |             | 10         | 4      | 5                   | 3          |          | 12      |               | 1      | 2           | 6      | 2         | 1        | 7           | 1      |
| Törökország        | 20         |           | 8        | 3                  |             |            | 1      | 3                   |            |          | 3       |               |        |             |        |           | 2        |             |        |
| Finnország         | 0          |           |          |                    |             |            |        |                     |            |          |         |               |        |             |        |           |          |             |        |
| Svájc              | 97         | 2         | 2        | 4                  | 12          | 2          |        |                     | 6          | 2        | 10      | 12            |        | 7           | 10     | 10        | 10       | 8           |        |
| Ciprus             | 85         | 5         | 4        | 12                 | 3           |            | 8      | 8                   |            |          | 5       | 3             | 7      |             | 5      | 7         | 12       |             | 6      |
| Svédország         | 67         | 7         | 3        | 8                  | 5           |            | 3      | 4                   |            |          | 8       | 5             | 4      | 8           | 2      |           | 5        | 3           | 2      |
| Ausztria           | 57         |           |          |                    | 10          | 7          |        |                     | 7          |          |         | 6             | 8      | 6           | 4      | 4         |          | 5           |        |
| Belgium            | 96         | 8         | 5        | 5                  | 2           | 6          | 5      | 2                   | 8          | 7        | 4       |               | 10     | 10          | 7      | 6         | 3        | 4           | 4      |
| Spanyolország      | 52         |           | 1        |                    |             | 8          | 6      | 7                   | 10         |          |         | 4             |        |             | 1      | 8         |          |             | 7      |
| Dánia              | 5          | 3         |          |                    |             |            |        |                     |            | 1        |         |               |        |             |        |           |          | 1           |        |
| Jugoszlávia        | 21         |           |          |                    |             | 4          |        |                     | 1          | 12       |         | 1             |        | 3           |        |           |          |             |        |
| Izrael             | 100        | 10        | 10       | 1                  | 1           |            | 12     | 10                  | 2          | 10       | 7       | 7             | 6      | 1           | 3      |           | 8        |             | 12     |
| Hollandia          | 8          |           |          |                    |             |            |        |                     |            | 3        |         |               |        |             |        |           |          |             | 5      |
| Írország           | 49         | 1         |          | 2                  | 7           | 1          |        | 6                   | 5          | 5        |         |               | 3      | 5           | 8      | 3         |          |             | 3      |
| Németország        | 161        | 12        |          | 10                 | 8           | 12         | 10     | 12                  | 12         | 8        | 1       | 10            | 12     | 12          | 12     | 12        | 6        | 12          |        |

## 12 pontos országok
| darab | 12 pontot kapó országok                   |
| ----- | ----------------------------------------- |
| 9     | Németország                               |
| 2     | Izrael, Svájc, Ciprus, Egyesült Királyság |
| 1     | Jugoszlávia                               |

## Visszatérő előadók
| Előadó                                                 | Ország             | Előző év(ek)                                                                         |
| ------------------------------------------------------ | ------------------ | ------------------------------------------------------------------------------------ |
| Fatima Padinha (Doce tagja) Teresa Miguel (Doce tagja) | Portugália         | 1978 (Gemini tagjaiként)                                                             |
| Anita Skorgan Jahn Teigen                              | Norvégia           | 1977, 1979 1978                                                                      |
| Sally Ann Triplett (Bardo tagja)                       | Egyesült Királyság | 1980 (Prima Donna tagjaként)                                                         |
| Anna Vissi                                             | Ciprus             | 1980 (Görögország színeiben)                                                         |
| Stella Maessen                                         | Belgium            | 1970 (Hearts of Soul tagjaként, Hollandia színeiben), 1977 (Dream Express tagjaként) |